# 김준석 (아나운서)
김준석(金俊晳, 1951년 9월 4일 ~ )은 대한민국의 전직 방송기자 겸 앵커 출신이다.

## 학력
- 보성고등학교 60회 졸업
- 성균관대학교 신문방송학 학사 70학번

## 경력
- 1978년 : 기독교방송 입사
- 1980년 : 언론통폐합으로 인하여 KBS 이적 입사
- KBS 앵커
- 1986년 ~ 1995년 : KBS 보도본부 정치부 주간
- 1997년 ~ 2009년 : KBS 보도본부 2TV뉴스제작팀 기자
- 2006년 ~ 2008년 : KBS 보도본부 뉴스제작팀 해설위원
- 1980년 ~ 2009년 : KBS 정년퇴직

## 수상
- 2007년 : 제34회 한국방송대상 앵커상

## 진행

### 텔레비전
- 1991년 : KBS1 《KBS 일요 9》
- 1991년 ~ 1992년, 1995년 ~ 1998년, 2009년 : KBS1 《KBS 뉴스광장》
- 1998년 ~ 2001년, 2007년 : KBS1 《KBS 뉴스라인》
- 2002년 11월 3일 ~ 2005년 5월 1일 : KBS2 《생방송 KBS 저널》
- 2005년 5월 8일 ~ 2009년 4월 19일 : KBS2 《KBS 일요뉴스타임》
- 2005년 12월 1일 ~ 2009년 4월 17일 : KBS1 《KBS 뉴스 12》
- 2006년 1월 12일 : KBS1  《KBS 뉴스특보》 《황우석 줄기세포 논란 파문》
- 2009년 ~ 2011년 : tbs 《보는 라디오 서울매거진》
- 2014년 : KBS1 《일요진단》

### 라디오
- 2009년 ~ 2011년 : tbsFM 《보는 라디오 서울매거진》
- 2011년 : KBS 한민족방송 《통일전망대》
- 2016년 : 안녕하십니까 윤준호입니다. 《뉴스 브리핑》 패널